# Talladega Springs
Talladega Springs város az USA Alabama államában, Talladega megyében. Lakosainak száma 144 fő (2020. április 1.).

## Népesség
A település népességének változása:

| 2010 | 166 |
| 2020 | 144 |